# Indya Moore
Indya Adrianna Moore (Nova York, 17 de gener de 1995) és una actriu i model estatunidenca. És coneguda per interpretar el paper d'Angel Evangelista a la sèrie de televisió Pose. La revista Time la va nomenar una de les 100 persones més influents del món el 2019. Moore és una persona no-binària i fa servir els pronoms «they/them».

## Biografia
Va ser assignada el gènere masculí en néixer, Indya Moore és un nadiua del Bronx d'ascendència haitiana, porto-riquenya i dominicana. Als 14 anys, va deixar la casa dels seus pares a causa de la seva transfòbia i va entrar en cases d'acollida. Es va desplaçar amb freqüència durant aquest temps, i finalment va viure en els cinc districtes de la ciutat de Nova York. Després de ser atacada amb freqüència, Moore va abandonar l'escola secundària durant el seu segon any. Va començar a treballar com a model a l'edat de 15 anys, i finalment van guanyar el seu General Equivalency Diploma (GED).

## Carrera

### Inicis
Moore es va començar al modelatge als 15 anys, i va començar a treballar en rodatges per a Dior i Gucci, malgrat que la seva contractació era una acció arriscada per part de l'empresa.
Tot i que Moore tenia moltes proves de modelatge, es va tornar cada vegada més desencantada amb la indústria de la moda i el seu èmfasi en la imatge corporal. Moore va conèixer el ballarí de saló Jose Gutierez Xtravaganza mentre feia d'extra per a la sèrie de televisió The Get Down. La va animar a continuar actuant i va enviar Moore a una audició per a la pel·lícula independent Saturday Church. Moore va aconseguir el paper de Dijon, i la pel·lícula es va projectar al Festival de Cinema de Tribeca. The Hollywood Reporter la va anomenar "dolça i plena ànima". La pel·lícula es va estrenar més tard el 12 de gener de 2018 per Samuel Goldwyn Films.
A principis de 2017, Moore va caminar a la New York Fashion Week i va ser fotografiada per a Vogue Espanya. Aquell any, Moore va aparèixer en el vídeo musical de Katy Perry per al single Swish Swish, i va actuar en directe amb Perry el 20 de maig de 2017, episodi de Saturday Night Live, on van ser acreditats com a membres de la Casa de Xtravaganza.

### SèriePose
A finals de 2017, Moore va ser triada a Pose, la sèrie de televisió FX de Ryan Murphy sobre la cultura dels ballrooms de la ciutat de Nova York a finals dels anys vuitanta. Moore retrata Angel Evangelista, una treballadora sexual transgènere que s'uneix a la Casa de l'Evangelista després de deixar la Casa de l'Abundància amb la seva amiga Blanca, interpretada per Michaela Jaé Rodriguez. Mentre treballava al port, coneix Stan, un jove professional interpretat per Evan Peters, i es converteix en la seva amant.
La sèrie es va estrenar el 3 de juny de 2018. La primera temporada va comptar amb el major repartiment d'actors transgènere mai per a una sèrie de xarxa amb guió amb més de 50 personatges trans.El 12 de juliol de 2018, es va anunciar que la sèrie s'havia renovat per a una segona temporada, que es va estrenar l'11 de juny de 2019. A més es va publicar una tercera temporada el 3 de maig de 2021.

### Altres projectes
El 2018, Moore va signar un contracte amb IMG Models i William Morris Endeavor (WME). Moore va ser el primer contracte signat de la WME amb una actriu trans. Moore també ha aparegut al videoclip de J.View Don't Pull Away el 2017, i al videoclip de Saint del cantant britànic Blood Orange el 2018. El maig de 2019, Moore es va convertir en la primera persona transgènere a aparèixer a la portada de la versió dels Estats Units de la revista Elle.
Al desembre de 2019, Moore va debutar com la veu de Shep a la sèrie animada limitada Steven Universe Future. El personatge també és no binari i soci de Sadie Miller. A més, Moore va ser seleccionada al thriller psicològic Escape Room: Tournament of Champions, la seqüela de la pel·lícula Escape Room del 2019. La pel·lícula es va estrenar el 16 de juliol de 2021. Seguint amb el doblatge, Moore fa la veu del personatge Brooklyn, un dels companys de classe de Lunella, a Moon Girl and Devil Dinosaur.
Moore també apareix a la sèrie de televisió de terror, Magic Hour, una recreació de gènere de Frankenstein de Mary Shelley, dirigida per Che Grayson i filmada a Tòquio, a més, va ser també productora executiva

## Filmografia

### Cinema
| Any  | Títol                                   | Paper         | Notes                                    |
| ---- | --------------------------------------- | ------------- | ---------------------------------------- |
| 2017 | Saturday Church                         | Dijon         |                                          |
| 2017 | Spot                                    | Businesswoman | Curtmetratge                             |
| 2019 | Queen &amp; Slim                        | Goddess       |                                          |
| 2020 | The One                                 | Dr. Watkins   | Curtmetratge                             |
| 2020 | Magic Hour                              | Bella         | Curtmetratge; també productora executiva |
| 2020 | A Babysitter's Guide to Monster Hunting | Peggy Drood   |                                          |
| 2022 | Escape Room 2                           | -             | Postproducció                            |

### Televisió
| Any       | Títol                        | Paper             | Notes                                        |
| --------- | ---------------------------- | ----------------- | -------------------------------------------- |
| 2018–2021 | Pose                         | Angel Evangelista | 25 episodis                                  |
| 2019      | Steven Universe Future       | Shep (veu)        | Episodi: "Little Graduation" (actriu de veu) |
| 2023      | Moon Girl and Devil Dinosaur | Brooklyn (veu)    | 2 episodis                                   |

### Videoclips
| Any  | Títol             | Paper             | Artista                        |
| ---- | ----------------- | ----------------- | ------------------------------ |
| 2017 | "Don't Pull Away" | Noia protagonista | J.Views (juntament amb Milosh) |